# مسابقة الأغنية الأوروبية 2023
مسابقة الأغنية الأوروبية 2023 هي النسخة السابعة والستون من مسابقة الأغنية الأوروبية، تم تنظيمها من قبل اتحاد البث الأوروبي وهيئة الاذاعة البريطانية (BBC) نيابة عن هيئة البث العامة الأوكرانية (UA: PBC) أقيم نصف النهائي والنهائي في ليفربول أرينا في 9 11 13 مايو 2023 ، كانت هذه هي المرة التاسعة التي تستضيف فيها المملكة المتحدة المسابقة، بعد أن استضافتها المملكة المتحدة آخر مرة في برمنغهام عام 1998 . وقدم العروض الحية الثلاثة المغنية البريطانية أليشا ديكسون . والممثلة البريطانية هانا وادينجهام والمغنية الأوكرانية جوليا سانينا ، مع مقدم البرامج التليفزيونية الأيرلندي غراهام نورتون للمشاركة في المباراة النهائية.
فازت السويد بأغنية " Tattoo " التي قدمها لورين وكتبها لورين مع جيمي "جوكر" ثورنفلدت وجيمي جانسون وموا كارليبيكر وبيتر بوستروم وتوماس جي : ابن . احتل كاريا الفنلندي المرتبة الثانية بأغنيته " Cha Cha Cha " وتصدر التصويت العام ، مع احتلال إسرائيل وإيطاليا والنرويج المراكز الخمسة الأولى . يمثل فوز لورين المرة الأولى التي تفوز فيها امرأة بالمسابقة مرتين ، والسويد الآن تعادل الرقم القياسي لأيرلندا لأكبر عدد من الانتصارات ، 7.

## الإستضافة

### اختيار البلد المضيف
فازت أوكرانيا بمسابقة 2022 بأغنية " Stefania " من قبل أوركسترا كالوش، ووفقًا لتقليد يوروفيجن، أعطى الاتحاد الأوروبي الأوكراني أوكرانيا في البداية الفرصة لتنظيم مسابقة 2023. استضافت أوكرانيا المسابقة مرتين من قبل، في عامي 2005 و2017 ، وكلا المرتين في كييف. ومع ذلك، في ضوء الغزو الروسي لأوكرانيا 2022 ، أثيرت تكهنات بأن البلاد لن تكون قادرة على استضافة الحدث. ونتيجة لذلك، أعربت عدة دول عن اهتمامها بالاستضافة في حالة عدم تمكن أوكرانيا، بما في ذلك بلجيكا، إيطاليا، هولندا، بولندا، إسبانيا (التي انسحبت لاحقًا)، السويد، والمملكة المتحدة. كانت آخر مرة لم تقام فيها المسابقة في الدولة الفائزة في العام الماضي عام 1980.
في 16 يونيو 2022، عقد UA:PBC والحكومة الأوكرانية اجتماعًا مع اتحاد البث الأوروبي لمناقشة خيارات الاستضافة المحتملة في أوكرانيا. في الاجتماع، UA:PBC اقترحت لجنة البرنامج والميزانية لفيف وزاكارباتيا وكييف كمواقع مضيفة محتملة.في اليوم التالي، أعلن EBU أن أوكرانيا لن تكون قادرة على استضافة المسابقة، بعد التقييمات مع كل من UA: PBC والمتخصصين من أطراف ثالثة، وأن المناقشات ستبدأ مع BBC لاستضافتها المحتملة في المملكة المتحدة.بعد ان احتلت المملكة المتحدة المركز الثاني في مسابقة عام 2022 بأغنية " Space Man " لسام رايدر.
في 25 يوليو 2022، أعلن كل من EBU و UA: PBC و BBC أن مسابقة 2023 ستقام في المملكة المتحدة، مع بدء عملية تقديم العطاءات للمدينة المضيفة في نفس الأسبوع.

### مرحلة تقديم العطاءات الخاصة بالمدينة المضيفة
بعد الإعلان عن عدم استضافة أوكرانيا للمسابقة وقبل تأكيد المملكة المتحدة على أنها البلد المضيف، أعربت 16 مدينة بريطانية عن رغبتها في الاستضافة: أبردين، بلفاست، برمنغهام، برايتون، بريستول، كارديف، إدنبرة، غلاسكو، ليدز، ليفربول، لندن، مانشستر، نيوكاسل، شيفيلد، سندرلاند، ولفرهامبتون أبدى نوتنغهام وديري اهتمامهم أيضًا، بعد التأكيد على أن المملكة المتحدة ستستضيف. سبع مدن: برمنغهام، وغلاسكو، ولييدز، وليفربول، ومانشستر، ونيوكاسل، وشيفيلد. انتقلت إلى المرحلة الثانية، حيث كان أمامها حتى 8 سبتمبر لتطوير عروضها بالتفصيل للتقييم من قبل بي بي سي، والتي ستجري أيضًا زيارات إلى المدن على مدار الشهر. مع توقع الإعلان عن المدينة المضيفة المختارة بحلول نهاية أكتوبر. في 27 سبتمبر، أُعلن أن جلاسكو وليفربول قد وضعوا في القائمة النهائية.وفي 7 أكتوبر ، أعلن اتحاد الإذاعات الأوروبية وهيئة الإذاعة البريطانية أن ليفربول هي المدينة المضيفة ، مع اختيار ملعب ليفربول أرينا للمسابقة. أقيمت فعالية "السجادة الفيروزية" ، حيث يتم تقديم المتسابقين ووفودهم أمام الصحافة والمشجعين المعتمدين ، خارج معرض ووكر للفن في 7 مايو ، تلاها حفل الافتتاح في قاعة سانت جورج.

## الإنتاج
سيتم إنتاج مسابقة Eurovision Song Contest 2023 من قبل هيئة الإذاعة البريطانية (BBC). وشركة البث العامة الأوكرانية (UA: PBC)، ستعمل مع هيئة الإذاعة البريطانية لتطوير وتنفيذ عناصر أوكرانية للعروض الحية. سيتم إنتاج العروض الثلاثة بواسطة استوديوهات بي بي سي، الفرع التجاري لهيئة الإذاعة البريطانية.

## قائمة المشاركين

المشاركين في نصف النهائي الأول
المتأهلين للنهائي ويمكنهم التصويت في نصف النهائي الأول
المشاركين في نصف النهائي الثاني
المتأهلين للنهائي ويمكنهم التصويت في نصف النهائي الثاني

الدول المشاركة
دول شاركت ولم تتأهل للنهائي
دول شاركت سابقا ولكنها لن تشارك في هذه النسخة

في 20 أكتوبر 2022، أعلن اتحاد الإذاعات الأوروبية أن 37 دولة ستشارك في مسابقة 2023، واختارت بلغاريا والجبل الأسود ومقدونيا الشمالية عدم المشاركة لأسباب مالية.

### نصف النهائي 1
أقيم أول نصف نهائي في 9 مايو 2023 الساعة 20:00 بالتوقيت الصيفي البريطاني (21:00 بالتوقيت الصيفي لوسط أوروبا). شاركت خمسة عشر دولة في نصف النهائي الأول. صوتت هذه الدول بالإضافة إلى فرنسا وألمانيا وإيطاليا ، بالإضافة إلى الدول غير المشاركة بموجب تصويت إجمالي باسم "بقية العالم" ، في هذا الدور نصف النهائي.
| R/O | الدولة         | الفنان                  | الأغنية                               | اللغة                                     | النقاط | الترتيب |
| --- | -------------- | ----------------------- | ------------------------------------- | ----------------------------------------- | ------ | ------- |
| 1   | النرويج        | أليساندرا               | "Queen of kings"                      | الانجليزية                                | 102    | 6       |
| 2   | مالطا          | ذي باسكر                | "Dance (Our Own Party)"               | الانجليزية                                | 3      | 15      |
| 3   | صربيا          | لوك بلاك                | "Samo mi se spava" (Само ми се спава) | الصربية،الإنجليزية                        | 37     | 10      |
| 4   | لاتفيا         | سادن لايت               | "Aijā"                                | الانجليزية                                | 34     | 11      |
| 5   | البرتغال       | ميميكات                 | " Ai coração "                        | البرتغالية                                | 74     | 9       |
| 6   | أيرلندا        | وايلد يوث               | "We are one"                          | الانجليزية                                | 10     | 12      |
| 7   | كرواتيا        | لات 3                   | "Mama šč!"                            | الكرواتية                                 | 76     | 8       |
| 8   | سويسرا         | ريمو فورير              | "Watergun"                            | الإنجليزية                                | 97     | 7       |
| 9   | إسرائيل        | نوا كيريل               | "Unicorn"                             | الانجليزية                                | 127    | 3       |
| 10  | مولدوفا        | باشا بارفيني            | "Soarele și luna"                     | الرومانية                                 | 109    | 5       |
| 11  | السويد         | لورين                   | "Tattoo"                              | الإنجليزية                                | 135    | 2       |
| 12  | أذربيجان       | تورال توران إكس         | "Tell Me More"                        | الإنجليزية                                | 4      | 14      |
| 13  | جمهورية التشيك | فيسنا                   | "My Sister's Crown"                   | الأوكرانية،الإنجليزية، التشيكية،البلغارية | 110    | 4       |
| 14  | هولندا         | ميا نيكولاي و ديون كوبر | "Burning Daylight"                    | الإنجليزية                                | 7      | 13      |
| 15  | فنلندا         | كاريا                   | "Cha cha cha"                         | الفنلندية                                 | 177    | 1       |

### نصف النهائي 2
أقيم الدور نصف النهائي الثاني في 11 مايو 2023 في تمام الساعة 20:00 بالتوقيت الصيفي البريطاني (21:00 بتوقيت وسط أوروبا) . شاركت ستة عشر دولة في نصف النهائي الثاني. صوتت هذه الدول بالإضافة إلى إسبانيا وأوكرانيا والمملكة المتحدة ، بالإضافة إلى الدول غير المشاركة بموجب تصويت إجمالي باسم "بقية العالم" ، في هذا الدور نصف النهائي.
| السحب | الدولة     | الفنان                   | الأغنية                  | اللغة                 | النقاط | الترتيب |
| ----- | ---------- | ------------------------ | ------------------------ | --------------------- | ------ | ------- |
| 1     | الدنمارك   | رايلي                    | "Breaking My Heart"      | الانجليزية            | 6      | 14      |
| 2     | أرمينيا    | برونيت                   | "Future Lover"           | الإنجليزية والأرمنية  | 99     | 6       |
| 3     | رومانيا    | ثيودور أندريه            | "D.G.T. (Off and On)"    | الرومانية والانجليزية | 0      | 15      |
| 4     | إستونيا    | أليكا                    | "Bridges"                | الانجليزية            | 74     | 10      |
| 5     | بلجيكا     | غوستاف                   | Because of you           | الانجليزية            | 90     | 8       |
| 6     | قبرص       | أندرو لامبرو             | "Break a Broken Heart"   | الإنجليزية            | 94     | 7       |
| 7     | آيسلندا    | ديليا                    | "Power"                  | الإنجليزية            | 44     | 11      |
| 8     | اليونان    | فيكتور فيرنيكوس          | "What They Say"          | الإنجليزية            | 14     | 13      |
| 9     | بولندا     | بلانكا                   | "Solo"                   | الإنجليزية            | 124    | 3       |
| 10    | سلوفينيا   | جوكر آوت                 | "Carpe diem"             | السلوفينية            | 103    | 5       |
| 11    | جورجيا     | إيرو                     | "Echo"                   | الإنجليزية            | 33     | 12      |
| 12    | سان مارينو | بيكيت جاكس               | "Like an Animal"         | الانجليزية            | 0      | 16      |
| 13    | النمسا     | تيا وسالينا              | "?Who the Hell is Edgar" | الإنجليزية            | 137    | 2       |
| 14    | ألبانيا    | ألبينا وفاميليا كيلميندي | "Duje"                   | الألبانية             | 83     | 9       |
| 15    | ليتوانيا   | مونيكا لينكايت           | "Stay"                   | الانجليزية            | 110    | 4       |
| 16    | أستراليا   | فوايجر                   | "Promise"                | الإنجليزية            | 149    | 1       |

### النهائي
أقيمت المباراة النهائية في 13 مايو 2023 الساعة 20:00 بالتوقيت الصيفي البريطاني (21:00 بتوقيت وسط أوروبا). شاركت ستة وعشرون دولة في النهائي ، صوتت لجنة التحكيم والتلفزيون لجميع البلدان المشاركة السبعة والثلاثين ، وكذلك البلدان غير المشاركة بموجب تصويت "باقي العالم" عبر الإنترنت.
| R/O | الدولة          | الفنان                   | الأغنية                               | اللغة                                     | النقاط | الترتيب |
| --- | --------------- | ------------------------ | ------------------------------------- | ----------------------------------------- | ------ | ------- |
| 1   | النمسا          | تيا وسالينا              | "?Who the Hell is Edgar"              | الإنجليزية                                | 120    | 15      |
| 2   | البرتغال        | ميميكات                  | " Ai coração "                        | البرتغالية                                | 59     | 23      |
| 3   | سويسرا          | ريمو فورير               | "Watergun"                            | الإنجليزية                                | 92     | 20      |
| 4   | بولندا          | بلانكا                   | "Solo"                                | الإنجليزية                                | 93     | 19      |
| 5   | صربيا           | لوك بلاك                 | "Samo mi se spava" (Само ми се спава) | الصربية،الإنجليزية                        | 30     | 24      |
| 6   | فرنسا           | لا زارا                  | "Évidemment"                          | الفرنسية                                  | 104    | 16      |
| 7   | قبرص            | أندرو لامبرو             | "Break a Broken Heart"                | الإنجليزية                                | 126    | 12      |
| 8   | إسبانيا         | بلانكا بالوما            | "Eaea"                                | الإسبانية                                 | 100    | 17      |
| 9   | السويد          | لورين                    | "Tattoo"                              | الإنجليزية                                | 583    | 1       |
| 10  | ألبانيا         | ألبينا وفاميليا كيلميندي | "Duje"                                | الألبانية                                 | 76     | 22      |
| 11  | إيطاليا         | ماركو مينجوني            | "Due vite"                            | الإيطالية                                 | 350    | 4       |
| 12  | إستونيا         | أليكا                    | "Bridges"                             | الانجليزية                                | 168    | 8       |
| 13  | فنلندا          | كاريا                    | "Cha cha cha"                         | الفنلندية                                 | 526    | 2       |
| 14  | جمهورية التشيك  | فيسنا                    | "My Sister's Crown"                   | الأوكرانية،الإنجليزية، التشيكية،البلغارية | 129    | 10      |
| 15  | أستراليا        | فوايجر                   | "Promise"                             | الإنجليزية                                | 151    | 9       |
| 16  | بلجيكا          | غوستاف                   | Because of you                        | الانجليزية                                | 182    | 7       |
| 17  | أرمينيا         | برونيت                   | "Future Lover"                        | الإنجليزية والأرمنية                      | 122    | 14      |
| 18  | مولدوفا         | باشا بارفيني             | "Soarele și luna"                     | الرومانية                                 | 96     | 18      |
| 19  | أوكرانيا        | تفورتشي                  | "Heart of Steel"                      | الإنجليزية،الأوكرانية                     | 243    | 6       |
| 20  | النرويج         | أليساندرا                | "Queen of kings"                      | الانجليزية                                | 268    | 5       |
| 21  | ألمانيا         | لورد أوف ذا لوست         | "Blood and Glitter"                   | الإنجليزية                                | 18     | 26      |
| 22  | ليتوانيا        | مونيكا لينكايت           | "Stay"                                | الانجليزية                                | 127    | 11      |
| 23  | إسرائيل         | نوا كيريل                | "Unicorn"                             | الانجليزية                                | 362    | 3       |
| 24  | سلوفينيا        | جوكر آوت                 | "Carpe diem"                          | السلوفينية                                | 78     | 21      |
| 25  | كرواتيا         | لات 3                    | "Mama šč!"                            | الكرواتية                                 | 123    | 13      |
| 26  | المملكة المتحدة | ماي مولر                 | "I wrote a song"                      | الإنجليزية                                | 24     | 25      |

## البث
قد يختار جميع المذيعين المشاركين أن يكون لديهم معلقون في الموقع أو عن بُعد يقدمون نظرة ثاقبة حول العرض ومعلومات التصويت لجمهورهم المحلي. بينما يجب أن يبثوا على الأقل نصف النهائي الذي يصوتون فيه والنهائي ، فإن معظم المذيعين يبثون جميع العروض الثلاثة بخطط برمجة مختلفة. وبالمثل ، قد لا يزال بعض المذيعين غير المشاركين يرغبون في بث المسابقة. بالإضافة إلى ذلك ، سيوفر اتحاد البث الأوروبي بثًا مباشرًا دوليًا لكل من الدور نصف النهائي والنهائي من خلال قناته الرسمية على يوتيوب وتيك توك بدون تعليق.

### البث والتعليق في الدول المشاركة
| الدولة          | المذيعين                                       | العروض         | المعلقين                                                                                      | المراجع                                         |
| --------------- | ---------------------------------------------- | -------------- | --------------------------------------------------------------------------------------------- | ----------------------------------------------- |
| ألبانيا         | RTSH 1, RTSH Muzikë, Radio Tirana              | جميع العروض    | أندري زهاو                                                                                    | [ 32 ]                                          |
| أرمينيا         | Armenia 1                                      | جمبع العروض    | هراتشوهي أوتمازيان و هالمت أركيليان                                                           | [ 33 ]                                          |
| أستراليا        | SBS                                            | جميع العروض    | مايف وارهيرست وجويل كريسي                                                                     | [ 34 ] [ 35 ]                                   |
| النمسا          | ORF 1                                          | جميع العروض    | أندي نول                                                                                      | [ 36 ] [ 37 ] [ 38 ]                            |
| النمسا          | FM4                                            | النهائي        | يان بومرمان و اولي ستشولز                                                                     | [ 39 ]                                          |
| أذربيجان        | İTV                                            | جميع العروض    | آزر سليماني                                                                                   | [ 40 ]                                          |
| بلجيكا          | Vrt 1                                          | جميع العروض    | بيتر فان دي فير                                                                               | [ 41 ]                                          |
| بلجيكا          | Radio 2                                        | النهائي        | بيتر فان دي فير                                                                               | [ 42 ]                                          |
| بلجيكا          | Tipik                                          | نصف 1          | جان لويس لاهاي و مورين لويز                                                                   | [ 43 ] [ 44 ] [ 45 ]                            |
| بلجيكا          | La Une                                         | نصف2/النهائي   | جان لويس لاهاي و مورين لويز                                                                   | [ 43 ] [ 44 ] [ 45 ]                            |
| بلجيكا          | VivaCité                                       | جميع العروض    | جان لويس لاهاي و مورين لويز                                                                   | [ 43 ] [ 44 ] [ 45 ]                            |
| كرواتيا         | HRT 1،HR 2                                     | جميع العروض    | دوشكو كورليتش                                                                                 | [ 46 ]                                          |
| قبرص            | RIK 1، RIK Sat                                 | جميع العروض    | ميلينا كاراجورجيو وألكسندروس تارامونداس                                                       | [ 47 ] [ 48 ]                                   |
| جمهورية التشيك  | ČT2                                            | جميع العروض    | يان ماكسيان                                                                                   | [ 49 ] [ 50 ] [ 51 ] [ 52 ]                     |
| الدنمارك        | DR1                                            | جميع العروض    | نيكولاي مولبيك                                                                                | [ 53 ]                                          |
| إستونيا         | ETV                                            | جميع العروض    | ماركو ريكوب                                                                                   | [ 54 ] [ 55 ]                                   |
| إستونيا         | ETV+                                           | جميع العروض    | الكسندر خوبوتوف وجوليا كاليندا                                                                | [ 54 ] [ 55 ]                                   |
| إستونيا         | ETV 2                                          | النهائي        | لغة الإشارة: مترجمون مختلفون                                                                  | [ 54 ] [ 55 ]                                   |
| فنلندا          | Yle TV1                                        | جميع العروض    | ميكو سيلفنوينن                                                                                | [ 56 ]                                          |
| فنلندا          | Yle Radio Suomi                                | جميع العروض    | فنلندية: سانا بيركالينين                                                                      | [ 56 ] [ 57 ] [ 58 ] [ 59 ]                     |
| فنلندا          | Yle X3M                                        | جميع العروض    | إيفا فرانتز و يوهان ليندروس                                                                   | [ 56 ] [ 57 ] [ 58 ] [ 59 ]                     |
| فنلندا          | YleX                                           | نصف 1/النهائي  | سيني لاتينين                                                                                  | [ 56 ] [ 57 ] [ 58 ] [ 59 ]                     |
| فنلندا          | Yle Areena                                     | جميع العروض    | - سويدية: إيفا فرانتز و يوهان ليندروس - إيناري سامي: هيلي هووفينن - سامي الشمالية:أسلاك بالتو | [ 56 ]                                          |
| فنلندا          | Yle Areena                                     | نصف 1/ النهائي | - روسية: ليفان تفالتفادزي - أوكرانية: جالينا سيرجيفا                                          | [ 56 ]                                          |
| فرنسا           | Culturebox                                     | نصفي النهائي   | آنگون و أندريه مانوكيان                                                                       | [ 60 ]                                          |
| فرنسا           | France 2                                       | النهائي        | ستيفان برن و لورنس بوكوليني                                                                   | [ 61 ]                                          |
| جورجيا          | 1TV                                            | جميع العروض    | نيكا لوبيلادز                                                                                 | [ 62 ]                                          |
| ألمانيا         | One                                            | جميع العروض    | بيتر أوربان                                                                                   | [ 63 ] [ 64 ] [ 65 ]                            |
| ألمانيا         | Das erste                                      | النهائي        | بيتر أوربان                                                                                   | [ 63 ] [ 64 ] [ 65 ]                            |
| ألمانيا         | DW Deutsch                                     | النهائي        | بيتر أوربان                                                                                   | [ 63 ] [ 64 ] [ 65 ]                            |
| اليونان         | ERT 1                                          | جميع العروض    | ماريا كوزاكو وجيني ميليتا                                                                     | [ 66 ] [ 67 ] [ 68 ] [ 69 ]                     |
| اليونان         | Deftero Programma                              | جميع العروض    | ديميتريس ميدانيس ، ماريا كوزاكو وجيني ميليتا                                                  | [ 66 ] [ 67 ] [ 68 ] [ 69 ]                     |
| آيسلندا         | RÚV                                            | جميع العروض    | جيسلي مارتن بالدرسون                                                                          | [ 70 ] [ 71 ]                                   |
| آيسلندا         | RÚV 2                                          | جميع العروض    | لغة الإشارة: مترجمون مختلفون                                                                  | [ 70 ] [ 71 ]                                   |
| أيرلندا         | RTÉ One                                        | نصف 1/النهائي  | مارتي ويلان                                                                                   | [ 72 ] [ 73 ] [ 74 ]                            |
| أيرلندا         | RTÉ 2                                          | نصف 2          | مارتي ويلان                                                                                   | [ 72 ] [ 73 ] [ 74 ]                            |
| أيرلندا         | RTÉ 2fm                                        | نصف 1/النهائي  | نيل دوهرتي و زبيشك زالينسكي                                                                   | [ 72 ] [ 73 ] [ 74 ]                            |
| إسرائيل         | Kan 11,Kan Educational,Kan 88                  | نصفي النهائي   | عساف ليبرمان [العبرية] و أكيفا نوفيك [العبرية]                                                | [ 75 ] [ 76 ] [ 77 ]                            |
| إسرائيل         | Kan 11, Kan Tarbut, Kan B                      | النهائي        | عساف ليبرمان ، أكيفا نوفيك و دورون مدالي                                                      | [ 75 ] [ 76 ] [ 77 ]                            |
| إسرائيل         | Kan 88                                         | النهائي        | كوبي مينورا وشارون كانتور                                                                     | [ 75 ] [ 76 ] [ 77 ]                            |
| إيطاليا         | Rai 2                                          | نصفي النهائي   | غابرييل كورسي [الإيطالية], مارا مايونتشي                                                      | [ 78 ] [ 79 ] [ 80 ] [ 81 ] [ 82 ]              |
| إيطاليا         | Rai 1                                          | النهائي        | غابرييل كورسي [الإيطالية], مارا مايونتشي                                                      | [ 78 ] [ 79 ] [ 80 ] [ 81 ] [ 82 ]              |
| إيطاليا         | Radio Rai 2                                    | جميع العروض    | ماريولينا سيمون [الإيطالية], ديليتا بارلانجلي و سافيريو ريموندو [الإيطالية]                   | [ 78 ] [ 79 ] [ 80 ] [ 81 ] [ 82 ]              |
| لاتفيا          | LTV1                                           | جميع العروض    | تومز غريفيس                                                                                   | [ 83 ]                                          |
| لاتفيا          | LTV1                                           | النهائي        | لوريس رينكس                                                                                   | [ 83 ]                                          |
| ليتوانيا        | LRT televizija, LRT Radijas                    | جميع العروض    | راميناس زيلنيز                                                                                | [ 84 ]                                          |
| مالطا           | TVM                                            | جميع العروض    | بدون تعليق                                                                                    | [ 85 ] [ 86 ]                                   |
| مولدوفا         | Moldova 1,Radio Moldova, Radio Moldova Muzical | جميع العروض    | ايون جالبي                                                                                    | [ 87 ]                                          |
| هولندا          | NPO 1,BVN                                      | جميع العروض    | كورنالد ماس ويان سميت                                                                         | [ 88 ] [ 89 ] [ 90 ] [ 91 ]                     |
| هولندا          | NPO Radio 2                                    | النهائي        | ووتر فان دير غويس و فرانك فان هوف                                                             | [ 88 ] [ 89 ] [ 90 ] [ 91 ]                     |
| النرويج         | NRK 1                                          | جميع العروض    | مارتي ستوكستاد                                                                                | [ 92 ] [ 93 ] [ 94 ]                            |
| النرويج         | NRK3، NRK P3                                   | النهائي        | أريان إنغيبو وإجيل سكوردال وأديلينا إيبيشي ونيت كاهونغو                                       | [ 92 ] [ 93 ] [ 94 ]                            |
| النرويج         | NRK P1                                         | النهائي        | جون ماريوس هيتيباك                                                                            | [ 92 ] [ 93 ] [ 94 ]                            |
| بولندا          | TVP1,TVP Polonia                               | جميع العروض    | ماريك سيروكي و ألكسندر سيكورا                                                                 | [ 95 ] [ 96 ]                                   |
| البرتغال        | RTP1، RTP Internacional، RTP África            | جميع العروض    | خوسيه كارلوس مالاتو و نونو غالوبيم                                                            | [ 97 ] [ 98 ] [ 99 ] [ 100 ]                    |
| رومانيا         | TVR 1, TVRi                                    | جميع العروض    | بوجدان ستانيسكو وكيري مندل                                                                    | [ 101 ]                                         |
| سان مارينو      | San Marino RTV,Radio San Marino                | جميع العروض    | ليا فيوريو وجيجي ريستيفو                                                                      | [ 102 ] [ 103 ]                                 |
| صربيا           | RTS 3                                          | نصفي النهائي   | دوسكا فوزينيتش                                                                                | [ 104 ] [ 105 ] [ 106 ] [ 107 ]                 |
| صربيا           | RTS 1                                          | النهائي        | دوسكا فوزينيتش                                                                                | [ 104 ] [ 105 ] [ 106 ] [ 107 ]                 |
| صربيا           | RTS Svet                                       | جميع العروض    | دوسكا فوزينيتش                                                                                | [ 104 ] [ 105 ] [ 106 ] [ 107 ]                 |
| سلوفينيا        | TV SLO 2                                       | نصفي النهائي   | أندريه هوفر [السلوفانية]                                                                      | [ 108 ] [ 109 ] [ 110 ] [ 111 ] [ 112 ]         |
| سلوفينيا        | TV SLO 1                                       | النهائي        | أندريه هوفر [السلوفانية]                                                                      | [ 108 ] [ 109 ] [ 110 ] [ 111 ] [ 112 ]         |
| سلوفينيا        | Radio Val 202,Radio Maribor                    | نصف 2/النهائي  | مايا ستيبانتشيتش ، ماروسا كيريك ونيجا جيرانت                                                  | [ 108 ] [ 109 ] [ 110 ] [ 111 ] [ 112 ]         |
| إسبانيا         | La 2                                           | نصف 1          | توني أغيلار وجوليا فاريلا                                                                     | [ 113 ] [ 114 ] [ 115 ] [ 116 ]                 |
| إسبانيا         | La 1                                           | نصف 2/النهائي  | توني أغيلار وجوليا فاريلا                                                                     | [ 113 ] [ 114 ] [ 115 ] [ 116 ]                 |
| إسبانيا         | TVE international                              | جميع العروض    | توني أغيلار وجوليا فاريلا                                                                     | [ 113 ] [ 114 ] [ 115 ] [ 116 ]                 |
| إسبانيا         | Radio Nacional                                 | النهائي        | ديفيد أسينسيو وإيمانول دوران وإيرين فاكيرو وأنجيلا فرنانديز                                   | [ 113 ] [ 114 ] [ 115 ] [ 116 ]                 |
| السويد          | SVT1                                           | نصفي النهائي   | إدوارد سيلين                                                                                  | [ 117 ] [ 118 ] [ 119 ]                         |
| السويد          | SVT1                                           | النهائي        | مونس زيلميرلوف                                                                                | [ 117 ] [ 118 ] [ 119 ]                         |
| السويد          | SR P4                                          | جميع العروض    | كارولينا نورين                                                                                | [ 120 ] [ 121 ]                                 |
| سويسرا          | SRF Zwei                                       | نصفي النهائي   | سفين إيبني                                                                                    | [ 122 ] [ 123 ] [ 124 ] [ 125 ] [ 126 ] [ 127 ] |
| سويسرا          | SRF 1                                          | النهائي        | سفين إيبني                                                                                    | [ 122 ] [ 123 ] [ 124 ] [ 125 ] [ 126 ] [ 127 ] |
| سويسرا          | RTS 2                                          | نصفي النهائي   | جان مارك ريتشارد ونيكولاس تانر وبريسيلا فورماز                                                | [ 128 ] [ 129 ]                                 |
| سويسرا          | RTS 1                                          | النهائي        | جان مارك ريتشارد ونيكولاس تانر وبريسيلا فورماز                                                | [ 128 ] [ 129 ]                                 |
| سويسرا          | RSI LA 2                                       | نصفي النهائي   | إليس كافاليني وجيان أندريا                                                                    | [ 124 ] [ 125 ] [ 130 ]                         |
| سويسرا          | 1 RSI LA                                       | النهائي        | إليس كافاليني وجيان أندريا                                                                    | [ 124 ] [ 125 ] [ 130 ]                         |
| أوكرانيا        | Suspilne Kultura                               | جميع العروض    | تيمور ميروشنيشنكو                                                                             | [ 131 ]                                         |
| أوكرانيا        | Radio Promin                                   | جميع العروض    | تيمور ميروشنيشنكو                                                                             | [ 131 ]                                         |
| المملكة المتحدة | BBC One                                        | نصفي النهائي   | سكوت ميلس و رايلان كلارك                                                                      | [ 7 ] [ 132 ] [ 133 ] [ 134 ] [ 135 ]           |
| المملكة المتحدة | BBC One                                        | النهائي        | ميل جيدرويك و غراهام نورتن                                                                    | [ 7 ] [ 132 ] [ 133 ] [ 134 ] [ 135 ]           |
| المملكة المتحدة | BBC iPlayer                                    | النهائي        | لغة الإشارة: مترجمون مختلفون                                                                  | [ 7 ] [ 132 ] [ 133 ] [ 134 ] [ 135 ]           |
| المملكة المتحدة | BBC Radio 2 ، BBC Radio Merseyside             | نصفي النهائي   | بادي أوكونيل                                                                                  | [ 7 ] [ 132 ] [ 133 ] [ 134 ] [ 135 ]           |
| المملكة المتحدة | BBC Radio Merseyside                           | النهائي        | كلير سويني و بول كوين                                                                         | [ 7 ] [ 132 ] [ 133 ] [ 134 ] [ 135 ]           |
| المملكة المتحدة | BBC Radio 2                                    | النهائي        | سكوت ميلس و رايلان كلارك                                                                      | [ 7 ] [ 132 ] [ 133 ] [ 134 ] [ 135 ]           |

### البث والتعليق في الدول غير المشاركة
| الدول            | المذيعين                  | العروض      | المعلقين                                                              | م                       |
| ---------------- | ------------------------- | ----------- | --------------------------------------------------------------------- | ----------------------- |
| تشيلي            | Canal 13                  | النهائي     | سيرجيو لاجوس ورايين أرايا                                             | [ 136 ] [ 137 ]         |
| جزر فارو         | KVF                       | جميع العروض | فاروية: جونار نولسو و سيري سوسونودوتير هانسن دنماركية: نيكولاي مولبيك | [ 138 ]                 |
| كوسوفو           | RTK1                      | جميع العروض | ألبانية: حياة جيتاكو ويلبر أصلاناج                                    | [ 139 ]                 |
| لوكسمبورغ        | RTL                       | النهائي     | —                                                                     | [ 140 ]                 |
| الجبل الأسود     | TVCG 2                    | جميع العروض | دراشين بوكوفيتش وتيجانا ميشكوفيتش                                     | [ 141 ] [ 142 ] [ 143 ] |
| مقدونيا الشمالية | MRT 1,MRT 2 ,Radio Skopje | جميع العروض | ألكساندرا يوفانوفسكا وإيلي تاناسكوفسكا                                | [ 144 ]                 |
| سلوفاكيا         | Rádio FM                  | النهائي     | دانيال بالاش ، ولوسيا هافيرليك ، وبافول هوبيناك ، ويوراج ماليتشيك     | [ 145 ] [ 146 ] [ 147 ] |
| الولايات المتحدة | Peacock                   | جميع العروض | بدون تعليق                                                            | [ 148 ]                 |
| الولايات المتحدة | Peacock                   | النهائي     | جوني وير                                                              | [ 148 ]                 |